# Blaxotes wollastonii
Blaxotes wollastonii är en skalbaggsart som först beskrevs av White 1856.  Blaxotes wollastonii ingår i släktet Blaxotes och familjen långhorningar. Inga underarter finns listade.